# Chloroceryle inda
El martín pescador verdirrufo (Chloroceryle inda) es una especie de ave de la familia Cerylidae, residente en las tierras bajas de los trópicos americanos desde el sureste de Nicaragua hacia el sur, hasta el sur de Brasil.

## Hábitat
Vive preferentemente en zonas pantanosas y también a lo largo de los arroyos en los bosques o plantaciones y en los manglares.

## Descripción
Mide 21,5 a 24 cm de longitud y pesa 60 g. El macho es de color verde metálico oscuro en las partes superiores, con manchas finas blancuzcas y rufas en las alas y la cola. Las mejillas y la garganta son de color ante que cambia en forma gradual a rufo profundo en el resto de la región inferior. Presenta una lista rufa, angosta, sobre el área loreal y tiene un  angosto collar nucal rufo. El pico es negro con excepción del gonio, de color carne. Las patas son grisáceas. La hembra presenta una faja pectoral verde oscura, salpicada de blanco.

## Alimentación
Se alimenta de peces, crustáceos e insectos acuáticos.

## Reproducción
Anida en un túnel excavado a la orilla del río. La hembra pone de 3 a 5 huevos.